# Premio Agatha
El Premio Agatha es un premio literario para escritores de misterio y crimen que utilizan el mismo método que Agatha Christie (es decir, ambientan sus libros en un escenario cerrado, la historia no contiene sexo o violencia, y el personaje central es un detective aficionado). Desde 1989, Malice Domestic Ltd. entrega los premios en una convención anual en Washington D. C., las seis categorías premiadas son: Mejor novela, Mejor primer misterio, Mejor novela histórica, Mejor relato corto, Mejor no ficción, Mejor misterio para niños o adultos jóvenes. Además, ocasionalmente se otorga también el Poirot Award para honrar a individuos que no sean escritores y que han hecho contribuciones sobresalientes al género de misterio. Malice Domestic Ltd se estableció en 1989 y se instituyó como sociedad anónima en 1992, la dirige una junta directiva formada por voluntarios.